# Algoritmo de Briot-Ruffini

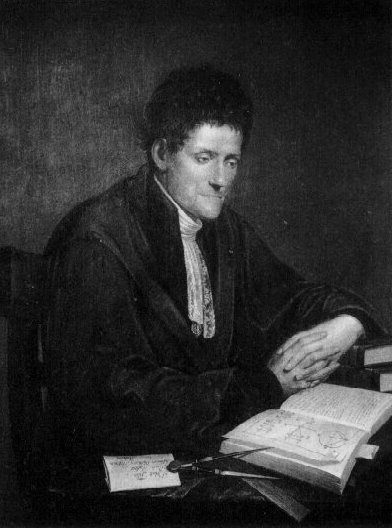
Paolo Ruffini

Algoritmo de Briot-Ruffini, por vezes denominado apenas como regra de Ruffini, é um método de resolução de frações polinomiais, criado por Paolo Ruffini. Esse algoritmo consiste em efetuar a divisão fazendo cálculos apenas com coeficientes e só serve para divisões de um polinômio por um binômio da forma {\displaystyle (x-a)}.
As divisões de polinômios por binômios, como por exemplo: {\displaystyle (x-2)}, {\displaystyle \left(x+{\dfrac {3}{2}}\right)} e {\displaystyle (x+5)}, surgem em problemas de matemática mais frequentemente do que quaisquer outras divisões de polinômios e desempenham papel importante na pesquisa de zeros de funções e na resolução de equações.

## Exemplo
Divisão de um Polinômio por x − a
Seja:
{\displaystyle P(x)=2x^{3}+3x^{2}-4\,\!}
{\displaystyle D(x)=x+1.\,\!}
Queremos dividir P(x) por D(x) usando a regra de Ruffini. Primeiro observamos que D(x) não é um binômio da forma x − a, mas da forma x + a. Então reescrevemos D(x) deste modo:
{\displaystyle D(x)=x+1=x-(-1).\,\!}
Agora aplicamos o algoritmo:
1. Transcrevemos os coeficientes e a. Note que, como P(x) não contém um coeficiente para x, então escrevemos 0:
```
    |     2     3     0     -4
    |                                    
 -1 |                                    
----|---------------------------
    |                                    
    |
```

2. Passe o primeiro coeficiente 
```
    |     2     3     0     -4
    |                                    
 -1 |                                    
----|----------------------------
    |     2                              
    |
```

3. Multiplique-o por a:
```
    |     2     3     0     -4
    |                                    
 -1 |          -2                         
----|----------------------------
    |     2                              
    |
```

4. Some os valores da coluna:
```
    |     2     3     0     -4
    |
 -1 |          -2
----|----------------------------
    |     2     1
    |
```

5. Repita os passos 3 e 4 até a última coluna:
```
    |     2     3     0     -4
    |
 -1 |          -2    -1      1
----|----------------------------
    |     2     1    -1     -3
    |    {coeficientes}   {resto}
```

{\displaystyle P(x)=D(x)Q(x)+r\,\!}, onde
{\displaystyle Q(x)=2x^{2}+x-1\,\!}  e  {\displaystyle r=-3.\,\!}
isto é,
{\displaystyle (2x^{3}+3x^{2}-4)=(x+1)(2x^{2}+x-1)-3\,\!}

## Exemplo de código fonte
```
import
 
java.util.Scanner
;

public
 
class
 
BriotRuffiniAlgorithm
 
{

    
public
 
static
 
void
 
main
(
String
[]
 
args
)
 
{

        
Scanner
 
input
 
=
 
new
 
Scanner
(
System
.
in
);

        

        
System
.
out
.
print
(
"Digite o grau do polinômio: "
);

        
int
 
degree
 
=
 
input
.
nextInt
();

        

        
double
[]
 
coefficients
 
=
 
new
 
double
[
degree
 
+
 
1
]
;

        
System
.
out
.
println
(
"Digite os coeficientes do polinômio, do termo de maior grau ao termo de menor grau:"
);

        
for
 
(
int
 
i
 
=
 
degree
;
 
i
 
>=
 
0
;
 
i
--
)
 
{

            
System
.
out
.
print
(
"x^"
 
+
 
i
 
+
 
": "
);

            
coefficients
[
i
]
 
=
 
input
.
nextDouble
();

        
}

        

        
System
.
out
.
print
(
"Digite o valor de x para avaliar o polinômio: "
);

        
double
 
x
 
=
 
input
.
nextDouble
();

        

        
double
[]
 
result
 
=
 
briotRuffini
(
coefficients
,
 
x
);

        

        
System
.
out
.
print
(
"Resultado: "
);

        
for
 
(
int
 
i
 
=
 
0
;
 
i
 
<
 
result
.
length
;
 
i
++
)
 
{

            
System
.
out
.
print
(
result
[
i
]
);

            
if
 
(
i
 
<
 
result
.
length
 
-
 
1
)
 
{

                
System
.
out
.
print
(
", "
);

            
}

        
}

        

        
input
.
close
();

    
}

    

    
public
 
static
 
double
[]
 
briotRuffini
(
double
[]
 
coefficients
,
 
double
 
x
)
 
{

        
int
 
degree
 
=
 
coefficients
.
length
 
-
 
1
;

        
double
[]
 
result
 
=
 
new
 
double
[
degree
]
;

        

        
result
[
0
]
 
=
 
coefficients
[
degree
]
;

        
for
 
(
int
 
i
 
=
 
degree
 
-
 
1
;
 
i
 
>
 
0
;
 
i
--
)
 
{

            
result
[
i
]
 
=
 
coefficients
[
i
]
 
+
 
x
 
*
 
result
[
i
 
-
 
1
]
;

        
}

        

        
return
 
result
;

    
}

}

```